# Лоугън Хендерсън
Лоугън Хендерсън (на английски: Logan Henderson) е американски актьор, певец и автор на песни. Той е най-известен с ролята си на Лоугън Мичъл на сериала на Nickelodeon, „Биг Тайм Ръш“, както и като член на групата. Той, заедно с другите трима, са спечелили и са били номинирани за няколко награди през последните години.

## Биография и творчество
Роден е на 14 септември 1989 г. в Норт Ричланд Хилс, Тексас, САЩ.
Той има роля като „Teenage Boy # 2“ на телевизионната програма, Friday Night Lights, преди да се премести в Калифорния на 18-годишна възраст, за да преследват актьорска кариера.